# ZVH Volleybal
ZVH Volleybal – holenderski klub siatkarski z Zevenhuizen, występujący w latach 2000-2011 w Rotterdamie. Założony został w 1964 roku. W najwyższej klasie rozgrywkowej zadebiutował w sezonie 1984/1985. Ośmiokrotny mistrz Holandii, sześciokrotny zdobywca Pucharu Holandii oraz trzykrotny zwycięzca Superpucharu Holandii. Finalista Pucharu Top Teams (2005).
W sezonie 2023/2024 męski zespół występuje w Eredivisie pod nazwą Scherp in Packaging ZVH.

## Nazwy klubu
- De Zevenklappers
- V&A Zevenklappers
- V&A Zevenhuizen
- 1987-1997 – Rentokil ZVH
- 1997-1999 – VC Nesselande
- 1999-2001 – Cadenz Nesselande
- 2001-2002 – Holland Casino.Nesselande
- 2002-2005 – ORTEC Nesselande
- 2005-2009 – ORTEC Rotterdam.Nesselande
- 2009-2010 – Zadkine Rotterdam.Nesselande
- 2010-2011 – Rivium Rotterdam Volleybal
- 2011-2012 – VC Nesselande
- 2012-2015 – ETEC Nesselande
- 2015-2017 – Nesselande/Voorelkaar.nl
- 2017-2019 – CAS CRM ZVH
- 2019-2023 – RECO ZVH
- 2023- – Scherp in Packaging ZVH

## Historia
26 maja 1964 roku w miejscowości Zevenhuizen utworzono stowarzyszenie sportowe De Zevenklappers. W latach 70. i 80. klub występował w niższych ligach pod różnymi nazwami, m.in.: V&A Zevenklappers i V&A Zevenhuizen. W 1984 roku męski zespół po raz pierwszy awansował do Eredivisie.
Przełomowym momentem w historii klubu było pozyskanie w 1987 roku oficjalnego sponsora - firmy Rentokil - od której klub przyjął nazwę Rentokil ZVH. Współpraca zakończyła się po sezonie 1996/1997. W tym okresie klub zdobył dwa mistrzostwa Holandii (1990, 1992), trzykrotnie triumfował w Pucharze Holandii (1989, 1990, 1991) oraz zdobył Superpuchar Holandii (1994). Po opuszczeniu klubu przez firmę Rentokil, Stichting Eredivisie Volleybal Zevenhuizen (SEVZ), tj. stowarzyszenie posiadające licencję na grę klubu w Eredivisie, postanowiło zrzeszyć się w Rotterdam Topsport, co miało pozwolić na łatwiejsze pozyskanie sponsorów. Pociągało to konieczność przeniesienia siedziby klubu do Rotterdamu, co miało nastąpić w ciągu dwóch lat. 1 sierpnia 1997 roku klub przyjął nazwę VC Nesselande od jednej z dzielnic Rotterdamu. Ostatecznie do Rotterdamu klub przeniósł się pod koniec 1999 roku, a w styczniu 2000 roku rozegrał pierwsze spotkanie w Topsportcentrum Rotterdam (do końca 1999 roku VC Nesselande wciąż rozgrywał swoje mecze w małej Sporthal Swanla w Zevenhuizen).
W sezonie 1997/1998 VC Nesselande zdobył mistrzostwo Holandii. W latach 1999–2001 występował pod nazwą Cadenz Nesselande, a w sezonie 2001/2002 - Holland Casino.Nesselande. W 2001 roku klub pozyskał nowego sponsora - firmę ORTEC -  która stała się głównym sponsorem w sezonie 2002/2003, a drużyna występowała jako ORTEC Nesselande, a od sezonu 2005/2006 – ORTEC Rotterdam.Nesselande. Współpraca sponsorska trwała do końca sezonu 2008/2009. W tym czasie drużyna zdobyła cztery mistrzostwa Holandii (2004, 2005, 2006, 2009), trzykrotnie sięgała po Puchar Holandii (2005, 2006, 2007) i dwukrotnie zwyciężała w meczu o Superpuchar Holandii (2005, 2009). W sezonie 2004/2005 ORTEC Rotterdam.Nesselande doszedł do finału Pucharu Top Teams, w którym zmierzył się z greckim Olympiakosem, przegrywając 0:3.
W kwietniu 2009 roku, po opuszczeniu klubu przez firmę ORTEC, VC Nesselande ogłosił bankructwo. Licencję na grę w A-League przejęło stowarzyszenie Rotterdam Topsport. W grudniu 2009 r. klub pozyskał nowego sponsora - firmę Zadkine - i od tego czasu do końca sezonu występował pod nazwą Zadkine Rotterdam.Nesselande. W marcu 2010 r. stowarzyszenie poinformowało, iż klub rezygnuje z nazwy Nesselande i w następnym sezonie będzie budować zespół pod szyldem Rotterdam Volleybal. W sezonie 2010/2011 drużyna występowała pod nazwą Rivium Rotterdam Volleybal od nazwy nowego głównego sponsora - firmy Rivium. W tym sezonie Rivium Rotterdam Volleybal zdobył mistrzostwo Holandii i doszedł do półfinału Pucharu Holandii.
Stowarzyszenie Rotterdam Topsport zrezygnowało z licencji na grę w A-League, tym samym licencja ta ponownie przeszła na rzecz VC Nesselande. Rotterdam Topsport natomiast rozpoczęło współpracę z klubem Fusion Rotterdam, który w sezonie 2011/2012 jako zwycięzca B-League uzyskał prawo gry w A-League. VC Nesselande ze względów finansowych, jak i organizacyjnych nie zdecydowała się na grę w A-League, zgłaszając pierwszy zespół jedynie do 1e divisie. Drużyna postanowiła też wrócić do swojej dawnej hali - Sporthal Swanla w Zevenhuizen.  W 2012 r. głównym sponsorem VC Nesselande została firma ETEC, stąd w latach 2012-2015 klub występował pod nazwą ETEC Nesselande. W sezonach 2012/2013 i 2013/2014 drużyna występowała w 2e divisie.
W sezonie 2014/2015 ETEC Nesselande uzyskał prawo gry bezpośrednio w Topdivisie. Stało się to możliwe po tym, jak Holenderski Związek Piłki Siatkowej (Nevobo) ogłosił, że wakat, który powstał w Topdivisie zostanie uzupełniony poprzez losowanie zgłoszonych drużyn, które wypełniają warunki regulaminowe, niezależnie od klasy rozgrywkowej, w której grają. Losowanie to wygrał ETEC Nesselande. W Topdivisie ETEC Nesselande zajął 11. miejsce (przedostatnie), co skutkowało spadkiem do 1e divisie.
W latach 2015–2017 klub występował pod nazwą Nesselande/Voorelkaar.nl. W sezonie 2015/2016 zwyciężył w rozgrywkach 1e divisie (B). W sezonie 2016/2017 VC Nesselande powrócił do najwyższej klasy rozgrywkowej - Eredivisie - po raz kolejny wygrywając losowanie zorganizowane przez Nevobo w związku z powstałym wakatem na grę w Eredivisie. W sezonie 2016/2017 po wygraniu w fazie play-out z ARBO Rotterdam Volleybal zajął 10. miejsce. W wyniku reformy ligi i zmniejszeniu liczby startujących zespołów do dziesięciu, klub VC Nesselande nie utrzymał się w Eredivisie.
Od sezonu 2017/2018 męski zespół występuje w Topdivisie pod nazwą CAS CRM ZVH. Przed sezonem 2018/2019 klub zmienił nazwę na ZVH Volleybal, męski zespół ze względów sponsorskich wciąż występował jako CAS CRM ZVH. Od sezonu 2019/2020 klub występuje pod nazwą RECO ZVH.

## Osiągnięcia
- Mistrzostwa Holandii (8): 1990, 1992, 1998, 2004, 2005, 2006, 2009, 2011
- Puchar Holandii (6): 1989, 1990, 1991, 2005, 2006, 2007
- Superpuchar Holandii (3): 1994, 2005, 2009

## Bilans sezonów
| Sezon     | Rozgrywki ligowe              | Rozgrywki ligowe | Puchar      | Puchary europejskie                                     |
| Sezon     | Poziom                        | Miejsce          | Puchar      | Puchary europejskie                                     |
| --------- | ----------------------------- | ---------------- | ----------- | ------------------------------------------------------- |
| 1972/1973 | Promotieklasse (Zuid-Holland) | 4/12             |             |                                                         |
| 1973/1974 | Promotieklasse (Zuid-Holland) | ?/12             | —           |                                                         |
| 1974/1975 | Promotieklasse (Zuid-Holland) | 3/12             | —           |                                                         |
| 1975/1976 | Promotieklasse (Zuid-Holland) | 1/12             | —           |                                                         |
| 1976/1977 | 3e divisie (G)                | 2/11             | 2. runda    |                                                         |
| 1977/1978 | 3e divisie (G)                | 2/12             | ?           |                                                         |
| 1978/1979 | 2e divisie (D)                | 2/12             | ?           |                                                         |
| 1979/1980 | 1e divisie (B)                | 8/12             | ?           |                                                         |
| 1980/1981 | 1e divisie (B)                | 7/12             | ?           |                                                         |
| 1981/1982 | 1e divisie (B)                | 5/12             | 4. runda    |                                                         |
| 1982/1983 | 1e divisie (B)                | 7/12             | 3. runda    |                                                         |
| 1983/1984 | 1e divisie (B)                | 2/12             | 3. runda    |                                                         |
| 1984/1985 | Eredivisie                    | 10/12            | 4. runda    |                                                         |
| 1985/1986 | 1e divisie (B)                | 1/12             | 1/8 finału  |                                                         |
| 1986/1987 | Eredivisie                    | 7/12             | półfinał    |                                                         |
| 1987/1988 | Eredivisie                    | 4/12             | 1/8 finału  |                                                         |
| 1988/1989 | Eredivisie                    | 2/12             | 1. miejsce  | Puchar CEV – 1/8 finału                                 |
| 1989/1990 | Eredivisie                    | 1/12             | 1. miejsce  | Puchar Zdobywców Pucharów – 1/8 finału                  |
| 1990/1991 | Eredivisie                    | 2/12             | 1. miejsce  | Puchar Europy Mistrzów Krajowych – II runda             |
| 1991/1992 | Eredivisie                    | 1/12             | ćwierćfinał | Puchar Zdobywców Pucharów – I runda                     |
| 1992/1993 | Eredivisie                    | 2/10             | finał       | Puchar Europy Mistrzów Krajowych – II runda             |
| 1993/1994 | Eredivisie                    | 5/10             | finał       | Puchar Zdobywców Pucharów – ćwierćfinał                 |
| 1994/1995 | Eredivisie                    | 4/10             | półfinał    | Puchar Zdobywców Pucharów – ćwierćfinał                 |
| 1995/1996 | Eredivisie                    | 3/10             | półfinał    |                                                         |
| 1996/1997 | Eredivisie                    | 4/10             | ćwierćfinał | Puchar CEV – II runda kwalifikacyjna                    |
| 1997/1998 | Eredivisie                    | 1/10             | finał       | Puchar CEV – II runda kwalifikacyjna                    |
| 1998/1999 | Eredivisie                    | 3/10             | półfinał    | Puchar Europy Mistrzów Krajowych – faza grupowa         |
| 1999/2000 | Eredivisie                    | 3/10             | ćwierćfinał | Puchar CEV – 1/8 finału                                 |
| 2000/2001 | Eredivisie                    | 3/10             | półfinał    | Puchar CEV – II runda kwalifikacyjna                    |
| 2001/2002 | Eredivisie                    | 4/10             | ćwierćfinał | Puchar CEV – II runda kwalifikacyjna                    |
| 2002/2003 | Eredivisie                    | 4/10             | półfinał    | Puchar CEV – II runda kwalifikacyjna                    |
| 2003/2004 | Eredivisie                    | 1/10             | finał       | Puchar CEV – 1/8 finału                                 |
| 2004/2005 | Eredivisie                    | 1/10             | 1. miejsce  | Puchar Top Teams – 2. miejsce                           |
| 2005/2006 | Eredivisie                    | 1/10             | 1. miejsce  | Liga Mistrzów – 1. runda fazy play-off                  |
| 2006/2007 | Eredivisie                    | 2/10             | 1. miejsce  | Liga Mistrzów – faza grupowa                            |
| 2007/2008 | A-League                      | 2/8              | półfinał    | Puchar CEV – 1/16 finału Puchar Challenge - ćwierćfinał |
| 2008/2009 | A-League                      | 1/7              | ćwierćfinał | Puchar CEV – 1/8 finału                                 |
| 2009/2010 | A-League                      | 5/8              | ćwierćfinał |                                                         |
| 2010/2011 | A-League                      | 1/10             | półfinał    |                                                         |
| 2011/2012 | 1e divisie (B)                | 11/12            | —           |                                                         |
| 2012/2013 | 2e divisie (C)                | 5/12             | 2. runda    |                                                         |
| 2013/2014 | 2e divisie (C)                | 3/12             | 2. runda    |                                                         |
| 2014/2015 | Topdivisie                    | 11/12            | 3. runda    |                                                         |
| 2015/2016 | 1e divisie (B)                | 1/12             | 1/8 finału  |                                                         |
| 2016/2017 | Eredivisie                    | 10/12            | ćwierćfinał |                                                         |
| 2017/2018 | Topdivisie                    | 7/12             | 2. runda    |                                                         |
| 2018/2019 | Topdivisie                    | 1/12             | 1/8 finału  |                                                         |
| 2019/2020 | Eredivisie                    | —/10             | półfinał    |                                                         |
| 2020/2021 | Eredivisie                    | 5/10             | ćwierćfinał |                                                         |
| 2021/2022 | Eredivisie                    | 9/10             | 1/16 finału |                                                         |
| 2022/2023 | Eredivisie                    | 9/12             | 1/8 finału  |                                                         |

Poziom rozgrywek:
     pierwszy poziom
     drugi poziom
     trzeci poziom
     czwarty poziom

## Kadra

### Sezon 2017/2018
- Pierwszy trener: Kristiaan van der Knaap
- Asystent trenera: Brecht Rodenburg

| Nr | Imię i nazwisko           | Data ur. | Wzrost | Pozycja      |
| -- | ------------------------- | -------- | ------ | ------------ |
| 1  | Max van Mullem            | 1994     | 188    | atakujący    |
| 2  | Chris van Mullem          | 1992     | 193    | przyjmujący  |
| 4  | Timothy Scheffers         | 1997     | 184    | rozgrywający |
| 5  | Ludrich Inocente          | 1996     | 204    | środkowy     |
| 6  | Bram Wiltenburg           | 2001     | 194    | rozgrywający |
| 7  | Jan-Jaap van Schuylenburg | 1989     | 198    | środkowy     |
| 9  | Max Nieuwstad             | 1998     | 195    | atakujący    |
| 10 | Benjamin Parkinson        | 1997     | 200    | środkowy     |
| 11 | Tristan Keijzer           | 1988     | 180    | przyjmujący  |
| 12 | Thomas van Rij            | 1992     | 186    | przyjmujący  |
| 13 | Mika Prins                | 1999     | 186    | libero       |

### Sezon 2023/2024
- Pierwszy trener: Kris van der Wel
- Asystenci trenera: Ronald Kooijman, Richard de Kogel

| Nr | Imię i nazwisko        | Data ur. | Wzrost | Pozycja            |
| -- | ---------------------- | -------- | ------ | ------------------ |
| 1  | Sam van der Loo        |          |        | przyjmujący        |
| 2  | Korren Herrebout       |          |        | przyjmujący        |
| 3  | Jasper de Jong         |          |        | środkowy/atakujący |
| 4  | Timothy Scheffers      | 1997     | 184    | rozgrywający       |
| 5  | Jesse Henemaaijer      |          |        | środkowy/atakujący |
| 6  | Vincent van der Kraats |          |        | atakujący          |
| 9  | Max van Nieuwstad      | 1998     | 195    | atakujący          |
| 10 | Benjamin Parkinson (C) | 1997     | 200    | środkowy           |
| 11 | Lennaert Hogenhout     |          |        | przyjmujący        |
| 12 | Bram van der Wel       |          |        | przyjmujący        |
| 13 | Tom Sonneville         |          |        | rozgrywający       |
| 14 | Richard Rademaker      |          |        | libero             |
| 15 | Steven Oei             |          |        | rozgrywający       |